# هارولد ايفرت هيوز
وهو سياسي أمريكي ينتمي إلى الحزب الديمقراطي ولد هارولد ايفرت هيوز في 10 شباط / فبراير من سنة 1922 في مقاطعة إيدا بولاية آيوا شغل هيوز منصب حاكم ولاية آيوا الأمريكية ما بين عامي 1963 إلى عام 1969 وخدم هيوز كذلك في مجلس الشيوخ الأمريكي ممثلا عن ولاية آيوا ما بين عامي 1969 إلى عام 1975 توفي هارولد ايفرت هيوز في 23 تشرين الأول / أكتوبر من سنة 1996 في ولاية أريزونا الأمريكية.